# Alesana
Gli Alesana (nome derivato dalla strada Alice-Anna) sono una band statunitense post-hardcore/screamo nata nell'ottobre del 2004. Il loro sound unisce influenze di emo, screamo e post-hardcore.

## Storia del gruppo
Il gruppo fu formato da Shawn Milke (voce, chitarra e tastiera), Patrick Thompson (chitarra), Dennis Lee (frontman, voce) e Steven Tomany (bassista).
Successivamente si aggiunsero Adam Ferguson, come terza chitarra e voce, e Jeremy Bryan alla batteria.
Fin dagli esordi gli Alesana hanno cercato di farsi conoscere, partecipando al Cornerstone Festival ed in una puntata della serie 'My Super-Sweet Sixteen'. Il primo tour del gruppo risale all'estate del 2007 negli Stati Uniti.
Grazie a internet,diventarono famosi anche in Europa e Australia. Il loro debutto discografico risale al giugno 2005 con l'EP Try This with Your Eyes Closed, registrato con la Tragic Hero Records, che ottenne un buon successo soprattutto sul web.
Il 6 giugno del 2006 venne pubblicato il primo album, On Frail Wings of Vanity and Wax.
Nel 2007 firmarono un contratto con la casa discografica Fearless Records e ristamparono l'album d'esordio, e parteciparono in tour con gruppi come i Drop Dead, Gorgeous, i Chiodos, i From Autumn to Ashes e i Blessthefall.
Il secondo album degli Alesana, Where Myth Fades to Legend, è uscito il 3 giugno 2008, anticipato di pochi giorni in Germania e nel Regno Unito.
Nel 2009 fanno un concerto ad Helsinki insieme agli Snow White's Poison Bite. Il 26 gennaio 2010 è uscito il loro terzo album, The Emptiness. Shawn Milke e Dennis Lee hanno scritto una storia che viene raccontata prima da un libro nel disco, e poi nelle canzoni stesse.
Il 18 ottobre 2011 pubblicano il nuovo studio album, intitolato A Place Where The Sun Is Silent, improntato sulla Divina Commedia. L'album è stato prodotto dalla Epitaph Records. Ad Aprile 2015 è uscito il loro quinto album in studio dal titolo Confessions, che conclude la trilogia di Annabel, iniziata nel terzo album.

## Formazione

### Formazione attuale
- Dennis Lee - voce (2004 - presente)
- Shawn Milke - voce, chitarra ritmica, pianoforte (2004 - presente)
- Patrick Thompson - chitarra solista (2004 - presente)
- Jake Campbell - chitarra solista (2008-2010, 2012 - presente)
- Shane Crumps - basso, voce (2007 - presente)
- Jeremy Bryan - batteria (2005 - presente)

### Ex componenti
- Daniel Magnuson - batteria (2004-2005)
- Steven Tomany - basso (2004-2007)
- Will Anderson - batteria (2005)
- Adam "Huckleberry" Ferguson - chitarra solista, voce (2005-2008)
- Alex Torres - chitarra solista (2010-2012)

## Discografia

### Album in studio
- 2006 - On Frail Wings of Vanity and Wax
- 2008 - Where Myth Fades to Legend
- 2010 - The Emptiness
- 2011 - A Place Where the Sun Is Silent
- 2015 - Confessions

### EP
- 2005 - Try This with Your Eyes Closed
- 2014 - The Decade EP
- 2017 - Groovy Beats

### Singoli
- 2009 - To Be Scared By An Owl
- 2009 - The Thespian
- 2011 - A Gilded Masquerade
- 2011 - A Forbidden Dance
- 2011 - Circle VII: Sins Of The Lion
- 2013 - Fatima Rusalka (Feat. Josh Grosscup)
- 2014 - Nevermore

### Apparizioni in compilation
- 2007 - Punk Goes Acoustic 2

## Videografia

### Videoclip
- 2007 - Ambrosia
- 2008 - Seduction
- 2010 - The Thespian
- 2011 - Circle VII: Sins of the Lion
- 2011 - Lullaby of the Crucified
- 2014 - Fatima Rusalka
- 2014 - Nevermore
- 2015 - Oh How The Mighty Have Fallen
- 2016 - Comedy of Errors (Part 1)
- 2016 - Comedy of Errors (Part 2)
- 2017 - Fits and Starts